# 윤재기
윤재기(尹在基, 1944년 6월 1일~)는 대한민국의 법조인, 정치인이다. 제13대 국회의원을 지냈다. 충남 공주 출생이며, 호는 장산(長山)이다. 박원순 시장이 활동했던 아름다운 가게 등을 후원하는 등 박원순과 각별한 사이였으며, 사위는 강용석 변호사이다.

## 학력
- 석송초등학교 졸업
- 공주중학교 졸업
- 경기고등학교 졸업
- 서울대학교 법과대학 법학과 학사(1967년)

## 경력
- 제15회 고등고시 사법과 합격
- 서울지방검찰청 검사
- 인천지방검찰청 검사
- 대전지방검찰청 검사
- 서울고등검찰청 검사
- 신민주공화당 창당준비위원회 위원
- 신민주공화당 당무위원 겸 정책위원회 부의장
- 제13대 국회의원(충남 공주시·공주군, 신민주공화당→민주자유당, 초선)
- 민주자유당 당무위원 겸 원내수석부총무
- 신한국당 고문 겸 당무위원
- 자유민주연합 당무위원
- 참여연대 사무위원

## 역대 선거 결과
|  | 51.81% |

|  | 36.14% |

## 같이 보기
- 공주시·공주군
- 공주시의 국회의원